# Rondibilis plagiata
Rondibilis plagiata là một loài bọ cánh cứng trong họ Cerambycidae.